# 球花报春
球花报春（学名：Primula denticulata）为报春花科报春花属下的一个种。